# Матушкевич, Ежи
Ежи Матушкевич (пол. Jerzy Matuszkiewicz; 10 апреля 1928, Ясло — 31 июля 2021, Варшава) — польский композитор и джазовый музыкант. Имел прозвище Duduś (Дудусь). Считается одним из родоначальников польского джаза. В СССР был известен как автор музыки к сериалу «Ставка больше, чем жизнь»

## Биография
После окончания Второй мировой войны переехал в Краков, где начал играть на кларнете, а затем на саксофоне.
В 1947 году начал сотрудничать с биг-бендом Казимежа Туревича.
В 1948 году основал «Джаз-клуб» в краковском отделении YMCA, а после роспуска организации уехал в Лодзь, где занялся изучением кинематографа. Участвовал в проекте, называемом «Катакомбы продолжаются».
В 1954 году сыграл важную роль в организации серии джазовых концертов «Zaduszki Jazzowe» в Кракове, задуманных Леопольдом Тирмандом. Был также одним из основателей группы музыкантов, позже названной «Melomani».
В 1956 году, во время 1-го джазового фестиваля, группа прошла знаменитым новоорлеанским парадом по улицам Сопота.
Является автором сигнала фестиваля, который впервые исполнил соло для начала 40-го джазового фестиваля.
С 1965 года пишет, в основном, музыку для кино. Автор популярных эстрадных песен: «Piosenka z przedmieścia» («Песенка из предместья»), «Zakochani są wśród nas» («Влюблённые среди нас»).
В 1970-х и 1980-х годах выступал эпизодически, принял участие в конкурсе «Золотая Тарка».
В 2006 году он был награжден медалью «Золотой геликон» в Краковском джаз-клубе и бронзовой статуей Агнца Джаза через Краковскую «Пиница под Баранами». В 2008 году он получил Золотой Фридерик.
По решению президента Александра Квасьневского от 11 ноября 1997 года, в знак признания выдающихся заслуг в национальной культуре, он был награжден Командорским крестом ордена Возрождения Польши. В 2005 году награждён серебряной медалью «За заслуги в культуре Gloria Artis».. В марте 2012 года ему было присвоено звание «Почётный гражданин города Ясло». В апреле 2013 года он был награжден золотой медалью «За заслуги в культуре Gloria Artis»..

## Фильмография
- 1975 — Отель «Пацифик»
- 1972 — Разыскиваемый, разыскиваемая
- 1971 — Не люблю понедельник
- 1969 — Приключения канонира Доласа, или Как я развязал Вторую мировую войну
- 1968 — Ставка больше, чем жизнь
- 1966 — Брак по расчёту
- 1966 — Жареные голубки